# Julie White

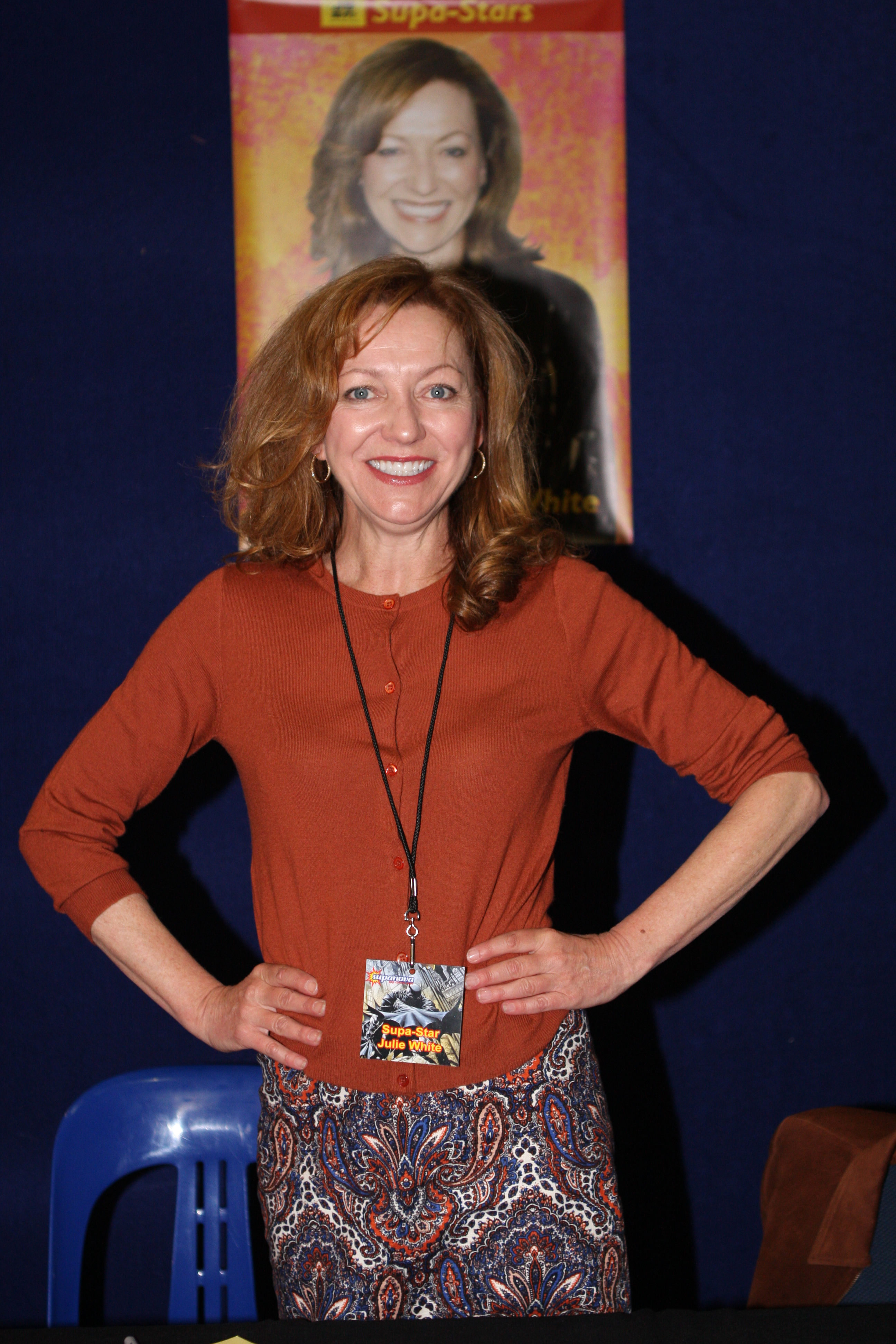
Julie White (2011)

Julie Karen White (* 4. Juni 1961 in San Diego, Kalifornien) ist eine US-amerikanische Schauspielerin.

## Leben

### Karriere
Julie White wuchs in Austin auf. Ihre erste Filmrolle erhielt sie in der Fernsehserie Law & Order, in der sie zwischen 1991 und 1992 zweimal auftrat. Nach ersten Rollen in Fernsehproduktionen erhielt White eine kleinere Rolle in Fliegenfänger. Nach der Jahrtausendwende spielte sie regelmäßig in Kinoproduktionen mit, auch in international bekannten, wie der Transformersreihe, in denen sie in allen drei Teilen eine Rolle erhielt. Auch als Bühnendarstellerin tritt sie auf. Sie wurde 2007 für ihre Leistung im Stück The Little Dog Laughed mit dem Tony Award geehrt. Für ihr Engagement in Transformers – Die Rache wurde White für den Spottpreis der Goldenen Himbeere als Schlechteste Nebendarstellerin nominiert, konnte sich gegen Sienna Miller jedoch nicht „durchsetzen“.

### Privates
White war zweimal verheiratet, einmal von 1984 bis 1990 mit dem Restaurator Carl Pandel. Aus beiden Beziehungen entsprang jeweils ein Kind.

## Filmografie (Auswahl)
- 1991–1992: Law & Order (Fernsehserie)
- 1993–1997: Grace (Fernsehserie)
- 1995: Verlorene Träume (The Heidi Chronicles, Fernsehfilm)
- 1999: Fliegenfänger (Flypaper)
- 2001: Ohne Worte (Say It Isn’t So)
- 2002: Freche Biester! (Slap Her… She’s French)
- 2004: Sunday on the Rocks
- 2005: Krieg der Welten (War of the Worlds)
- 2006: Desperate Housewives (Fernsehserie)
- 2007: Transformers
- 2007: Michael Clayton
- 2009: Monsters vs. Aliens
- 2009: Transformers – Die Rache (Transformers: Revenge of the Fallen)
- 2010: Morning
- 2011: Transformers 3 (Transformers: Dark of the Moon)
- 2011: Inside Out
- 2012: Lincoln als Elizabeth Blair Lee
- 2012–2013: Go On (Fernsehserie)
- 2013–2014: Alpha House (Webserie, 20 Folgen)
- 2014: Wild Card – Eine Nacht in Las Vegas (Wild Card)
- 2014: Nurse Jackie (Fernsehserie, 10 Folgen)
- 2015: A Very Murray Christmas
- 2017: Man Seeking Woman (Fernsehserie, 4 Folgen)
- 2019: Sister Aimee
- 2019: Designated Survivor (Fernsehserie, 10 Folgen)
- 2019: Big Mouth (Fernsehserie, Stimme, 2 folgen)
- 2021–2024: Navy CIS: Hawaiʻi (Fernsehserie, 7 Folgen)
- 2022: Roar (Fernsehserie, Folge 1x07)
- 2022: How We Roll (Fernsehserie)
- 2023: American Horror Story (Fernsehserie)

## Auszeichnungen

### Nominierung
- 2010: Goldene Himbeere für Transformers – Die Rache als Schlechteste Nebendarstellerin

### Gewonnen
- 2007: Tony Award für The Little Dog Laughed als Beste Hauptdarstellerin